# Millennium Force
Millennium Force is een Giga Coaster van Intamin AG in het Amerikaanse pretpark Cedar Point in Sandusky, Ohio. Met de komst van de achtbaan bezat Cedar Point veertien achtbanen tegelijk, wat het wereldrecord van meeste achtbanen in één park, verstevigde. De baan met een hoogte van bijna 95 meter kijkt uit over Lake Erie.

## Ritverloop
Nadat de treintjes het tweedelige station zijn uitgerold, worden ze op een kabellift naar de top op 94,5 meter hoogte gebracht. Direct na de liftheuvel volgt de eerste afdaling van 91,4 meter. De baan gaat vervolgens een overhellende bocht in, om daarna met een bocht naar links de eerste heuvel over te gaan. Daarna volgen nog twee overhellende bochten, waarna het treintje een tweede heuvel overgaat. Met een bocht naar links volgt een nieuwe, lagere heuvel. Na een recht stuk over te zijn gegaan passeert het treintje de laatste overhellende bocht, om daarna de remmen in te gaan.

## Statistieken
- Het hoogste punt is 94,5 meter boven het maaiveld.
- De grootste afdaling is 91,4 meter diep.
- De maximale snelheid is 149,7 kilometer per uur.
- De duur van de rit is 2 minuten en 20 seconden.
- De maximale verticale hoek is 80 graden.
- De lengte van de baan is 2010 meter.
- De theoretische capaciteit bedraagt 1300 personen per uur.